# Tom Koenigs

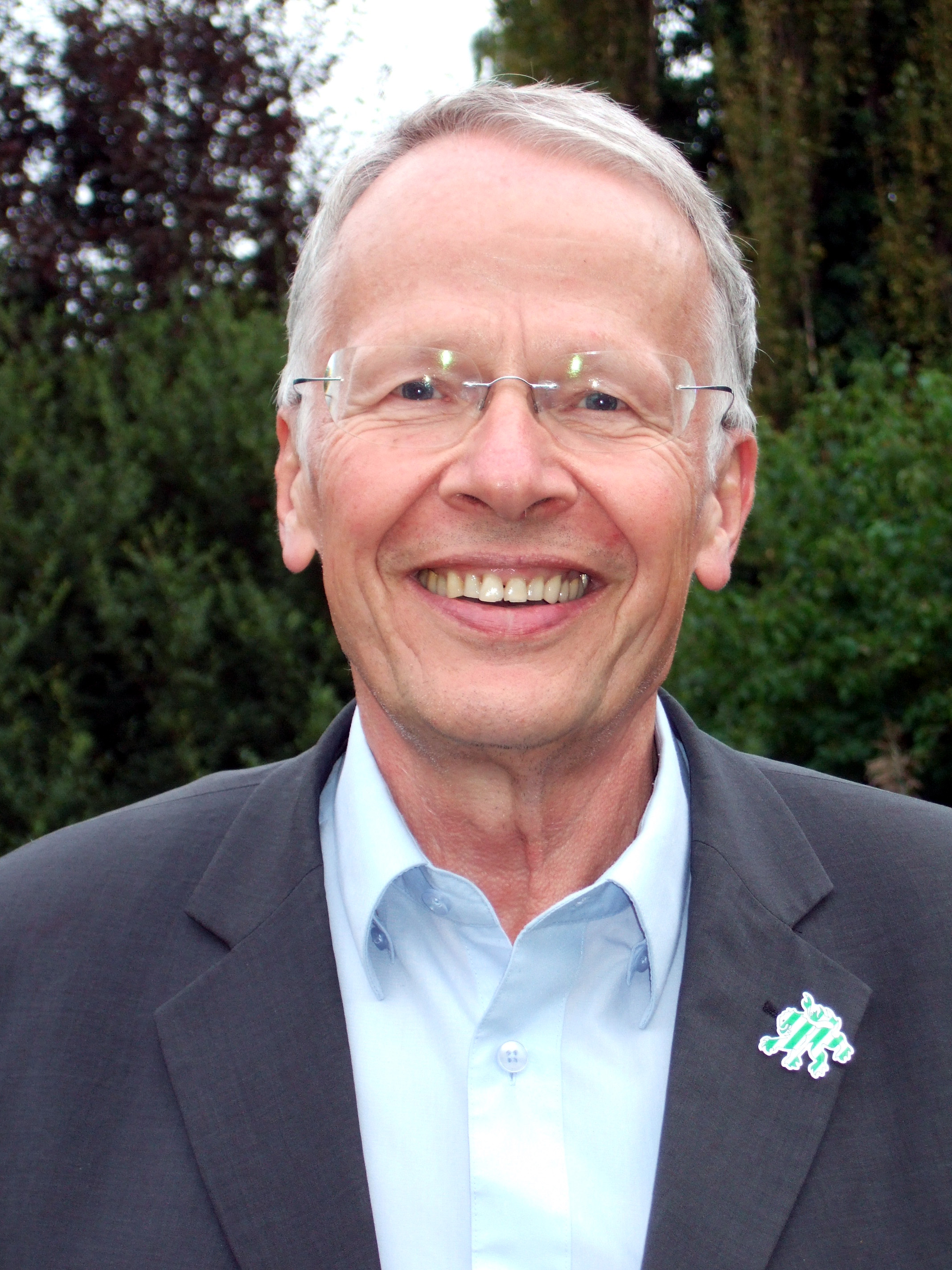
Tom Koenigs (2009)

Tom Koenigs (Thomas Carl Joerge Koenigs; * 25. Januar 1944 in Damm, Pommern) ist ein deutscher Politiker und war Bundestagsabgeordneter der Fraktion Bündnis 90/Die Grünen. Er war ordentliches Mitglied im Unterausschuss Vereinte Nationen, Internationale Organisationen und Globalisierung. Koenigs war ab November 2013 menschenrechtspolitischer Sprecher der Fraktion Bündnis 90/Die Grünen. Von 1997 bis 1999 war Koenigs zusammen mit Sabine Giesa Landesvorstandssprecher von Bündnis 90/Die Grünen Hessen.

## Leben
Koenigs entstammt einer Kölner Bankiersfamilie. Nach seinem altsprachlichen Abitur auf dem Hinterzartener Internat Schule Birklehof und einer Banklehre in Düren leistete Koenigs seinen Grundwehrdienst; nachträglich verweigerte er noch den Kriegsdienst. An der Freien Universität Berlin studierte er Betriebswirtschaftslehre, später in Frankfurt am Main. Dort beteiligte er sich an der Studentenbewegung und nahm an Hausbesetzungen und Straßenkämpfen teil. In dem Zusammenhang soll Koenigs Anfang der 1970er Jahre in der maßgeblich von Joschka Fischer organisierten Putzgruppe aktiv gewesen sein. Nach seinem Studium arbeitete er eineinhalb Jahre im Schichtbetrieb als Schweißer bei Opel. 1973 schenkte er sein Erbe dem Vietcong und chilenischen Widerstandskämpfern, nach seinen Angaben „irgendwas zwischen 500.000 und fünf Millionen Mark“. Er arbeitete dann als Buchhändler.
Bei der Landtagswahl in Hessen 1983 kandidierte er im Wahlkreis Frankfurt am Main I, wo er 6,1 % der Stimmen erhielt. Koenigs war von 1993 bis 1997 Stadtkämmerer und von 1989 bis 1999 Dezernent für Umwelt, Energie und Brandschutz der Stadt Frankfurt am Main. Als Umweltdezernent war Koenigs 1991 in leitender Funktion maßgeblich an der Einrichtung des Frankfurter Grüngürtels beteiligt, dessen Verwirklichung er rückblickend als seinen größten politischen Erfolg betrachtet.
Anschließend wurde er für die Vereinten Nationen tätig. Als stellvertretender Sonderbeauftragter des UN-Generalsekretärs im Kosovo war er für den Aufbau der örtlichen Zivilverwaltung zuständig. 2002 wurde Koenigs als Sonderbeauftragter nach Guatemala geschickt, um als Leiter der UN-Friedenssicherungsmission MINUGUA die Einhaltung des Friedensabkommens durch die ehemaligen Bürgerkriegsparteien zu überwachen.
2005 wechselte er als Beauftragter der Bundesregierung für Menschenrechtspolitik und Humanitäre Hilfe ins Auswärtige Amt.
Von Februar 2006 bis 2007 war er Sonderbeauftragter der UN für die United Nations Assistance Mission in Afghanistan (UNAMA).
Am 11. April 2008 wurde Koenigs in den Vorstand von UNICEF Deutschland gewählt.
Im November 2016 übernahm Koenigs eine fünfjährige Bürgschaft für die legale Einreise eines syrischen Kriegsflüchtlings im Rahmen der Initiative der Flüchtlingspaten Syrien.
Seine besondere Vorliebe gilt der lateinamerikanischen Literatur, insbesondere dem Schriftsteller Gabriel Garcia Marquez und Kolumbien. Einer seiner Söhne ist in Kolumbien geboren. Der Ex-Politiker spricht fließend Spanisch und hat einige Kolumnen von Marquez ins Deutsche übersetzt und publiziert.
Koenigs ist Vater dreier erwachsener Kinder. Sein Bruder Wolf Koenigs war Bauforscher und Denkmalpfleger.

## Abgeordneter
Am 28. März 2009 wählte ihn die Landesmitgliederversammlung von Bündnis 90/Die Grünen auf Platz 4 der hessischen Landesliste zur Bundestagswahl 2009. Bei der Wahl zum 17. Deutschen Bundestag am 27. September 2009 gelang ihm der Einzug in den Deutschen Bundestag, ebenso bei der Wahl zum 18. Deutschen Bundestag am 22. September 2013.
Im 18. Bundestag war Koenigs Obmann seiner Fraktion im Ausschuss für Menschenrechte und humanitäre Hilfe und Ordentliches Mitglied des Unterausschusses Vereinte Nationen, internationale Organisationen und Globalisierung.
Koenigs war von 2009 bis 2013 Vorsitzender des Ausschusses für Menschenrechte und humanitäre Hilfe und Ordentliches Mitglied im Verteidigungsausschuss. Für die Zeit von 2010 bis 2014 wurde er vom Bundestag in die Parlamentarische Versammlung des Europarates entsandt. Koenigs kündigte 2017 an, nicht erneut für die Bundestagswahl 2017 als Abgeordneter zu kandidieren. „Wir brauchen auch neue Ideen“, sagte der damals 73-jährige Koenigs.

## Veröffentlichungen
- Machen wir Frieden oder haben wir Krieg? Auf UN-Mission in Afghanistan. Klaus Wagenbach, Berlin 2011, ISBN 978-3-8031-3637-4.[11]